# Journal of Agricultural and Food Chemistry
Journal of Agricultural and Food Chemistry, abgekürzt J. Agr. Food Chem., auch JAFC, ist eine wissenschaftliche Zeitschrift, die von der American Chemical Society veröffentlicht wird. Die erste Ausgabe erschien im April 1953. Derzeit erscheint die Zeitschrift wöchentlich. Es werden Artikel aus den Bereichen Chemie und Biochemie der Landwirtschaft und Lebensmittel publiziert.
Der Impact Factor lag im Jahr 2019 bei 4,192. Nach der Statistik des ISI Web of Knowledge wurde das Journal 2014 in der Kategorie multidisziplinäre Landwirtschaft an zweiter Stelle von 56 Zeitschriften, in der Kategorie angewandter Chemie an elfter Stelle von 70 Zeitschriften und in der Kategorie Lebensmittelwissenschaft & -technologie an 13. Stelle von 123 Zeitschriften geführt.
Chefredakteur ist Thomas F. Hofmann, TU München.